# Kaktus-Alkaloide
Kaktus-Alkaloide sind Alkaloide, die als Naturstoffe in Kakteengewächsen (Cactaceae) auftreten. Strukturell handelt es sich um Tetrahydroisochinoline und Phenethylamine.

## Vorkommen und Vertreter
Die Kaktus-Alkaloide kommen in den Kakteengewächsen vor, insbesondere in der Gattung Lophophora, aus der alleine über 40 Verbindungen bekannt sind. Die Alkaloide lassen sich in zwei Gruppen einteilen, die sich vom Phenethylamin beziehungsweise vom Tetrahydroisochinolin ableiten. Das mengenmäßig wichtigste Alkaloid in Lophophora williamsii ist Mescalin gefolgt von Pellotin. Bei den Arten Lophophora diffusa und Lophophora fricii ist das wichtigste Alkaloid Pellotin, gefolgt von Anhalonidin bei L. fricii und von Anhalamin bei L. diffusa. Bei Arten außerhalb der Gattung Lophophora ist der Gehalt und die Vielfalt an Kaktus-Alkaloiden deutlich geringer, jedoch enthalten einige von ihnen ebenfalls Verbindungen wie Hordenin, N-Methyltyramin, Mescalin oder Pellotin.

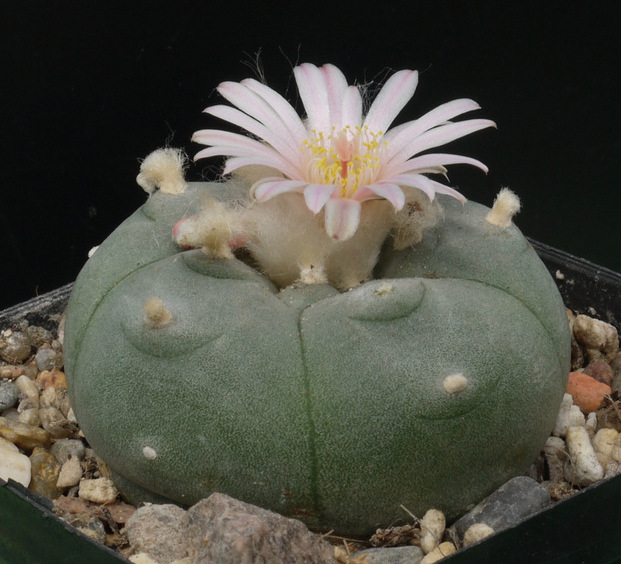
Lophophora williamsii
Mescalin
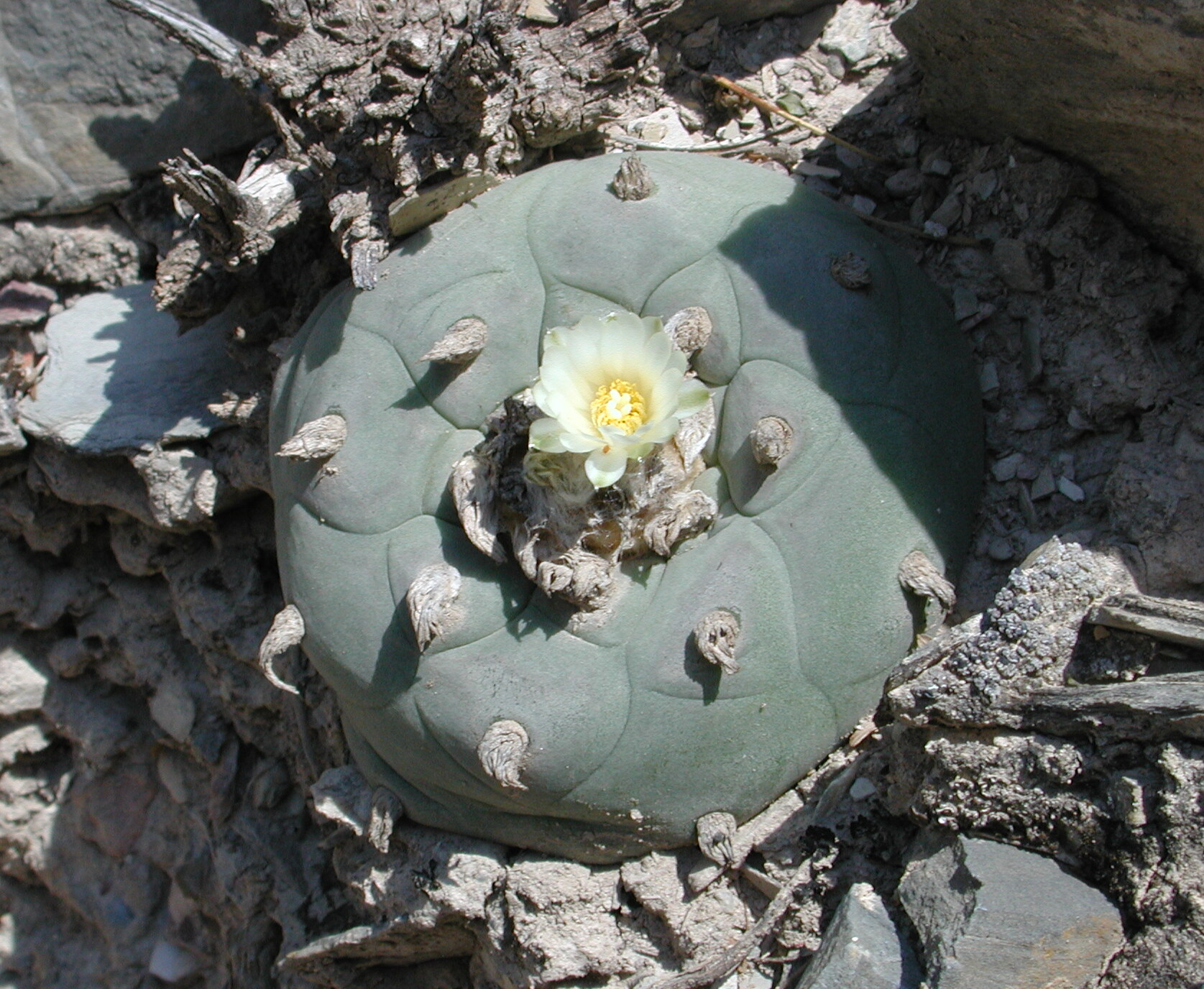
Lophophora diffusa
Pellotin

## Biosynthese

Die Aminosäure Tyrosin ist Ausgangspunkt der Biosynthese der Kaktus-Alkaloide

Die Biosynthese der Kaktus-Alkaloide geht von der Aminosäure Tyrosin aus und verläuft zunächst über Tyramin und Dopamin. Durch Einführung einer dritten Hydroxygruppe und Methylierung aller drei Hydroxygruppen entsteht Mescalin. Durch einen Ringschluss kann aus den Intermediaten der Mescalin-Biosynthese auch ein Tetrahydroisochinolin-Gerüst aufgebaut werden, wodurch Anhalamin und Anhalonidin entstehen. Anhalonidin ist wiederum der biosynthetische Vorläufer von Anhalonin, bei dem aus einer Hydroxy- und einer Methoxygruppe eine Benzodioxol-Einheit gebildet wird. Eine weitere Verzweigung der Biosynthese-Wege kommt durch die Methylierung der Aminogruppe aus dem Dopamin zustande. Dieser Weg führt zum Pellotin und weiter zum Lophophorin.

## Synthese
Verschiedene Synthesen für Kaktus-Alkaloide sind bekannt. Bei den Tetrahydroisochinolin-Verbindungen wird das Ringsystem meist durch eine Bischler-Napieralski-Reaktion aufgebaut. Anhalamin, Anhalidin, Anhalonidin und Pellotin können unter anderem ausgehend von Mescalin hergestellt werden.

## Pharmakologische Wirkung
Mescalin ist ein Psychedelikum und ist für die halluzinogenen Eigenschaften von Lophophora williamsii („Peyote“) verantwortlich. Die anderen Vertreter haben überwiegend deutlich weniger ausgeprägte pharmakologische Effekte und wirken beispielsweise krampfauslösend. Pellotin wurde Anfang des 20. Jahrhunderts kurzzeitig als Beruhigungsmittel verwendet.